# Psyllaephagus georgicus
Psyllaephagus georgicus är en stekelart som beskrevs av Yasnosh och Japoshvili 1999. Psyllaephagus georgicus ingår i släktet Psyllaephagus och familjen sköldlussteklar. Inga underarter finns listade i Catalogue of Life.